# ژامیلا کولونوموس
آنجلا کولونوموس (۱۸ ژوئن ۱۹۲۲–۱۸ ژوئن ۲۰۱۳) (همچنین ژامیله، جمیله، جمیلا) شهره به ژامیلا مبارز آزادی، نویسنده، دانشگاهی، و فعال سیاسی یهودی سفاردی در مقدونیه شمالی کنونی بود.
در طول اشغال بلغارستان شهر زادگاهش موناستیر، کولونوموس به مقاومت پارتیزان‌های ضد فاشیست یوگسلاوی پیوست. پس از مبارزه برای آزادسازی مقدونیه، او به شهرش بازگشت و متوجه شد که تمام خانواده‌اش در یک اردوگاه به صورت دسته جمعی کشته شده‌اند. پس از جنگ او به اسکوپیه نقل مکان کرد و در آنجا استاد دانشگاه سنت سیریل اند متدیوس شد و برای حفظ زبان و تاریخ جامعه یهودیان این کشور تلاش کرد.

## اوایل زندگی
ژامیلا در سال ۱۹۲۲ در بیتولا (شهر موناستیر)، در مقدونیه شمالی کنونی متولد شد. او در جامعه یهودی شهر بزرگ شد. والدین او، ایسک و استرینا فرانسز کولونوموس، پنج فرزند داشتند. پدرش مدیر بانک و از یهودیان رومانیوت بود. خانواده کولونوموس چندان مذهبی نبودند، اگرچه آنها تعطیلات یهودی را جشن می‌گرفتند. این خانواده که در یک منطقه چند فرهنگی زندگی می‌کردند، به زبان‌های لادینو، یونانی، فرانسوی، صربی و ترکی صحبت می‌کردند.
کولونوموس در نوجوانی خود در مدرسه فرانسوی بیتولا در سال ۱۹۴۰ تحصیل کرد او یکی از اعضای سازمان جوانان صهیونیسم کارگری هاشومر هتزایر بود.

## جنگ جهانی دوم
در سال ۱۹۴۱، آلمان و سپس بلغارستان، مقدونیه یوگسلاوی، از جمله شهر موناستیر را اشغال کردند. در ۱۹ سالگی، اندکی پس از شروع اشغال، با تشویق پدرش، در حالیکه مادرش اوایل همان سال بر اثر سکته قلبی درگذشته بود به پارتیزان‌های یوگسلاوی، و نیروهای مقاومت اتحادیه کمونیست‌های یوگسلاوی در برابر اشغال نیروهای محور پیوست.
ژامیلا قبلاً از طریق سازمان هاشومر هتزیر در تلاش‌های ضد فاشیستی شرکت کرده بود و برای نیروهای مقاومت‌کفش و سلاح‌ها را جمع‌آوری می‌کرد. او به تأسیس گروه‌های مقاومت زیرزمینی برای زنان و جوانان نیز کمک می‌کرد.

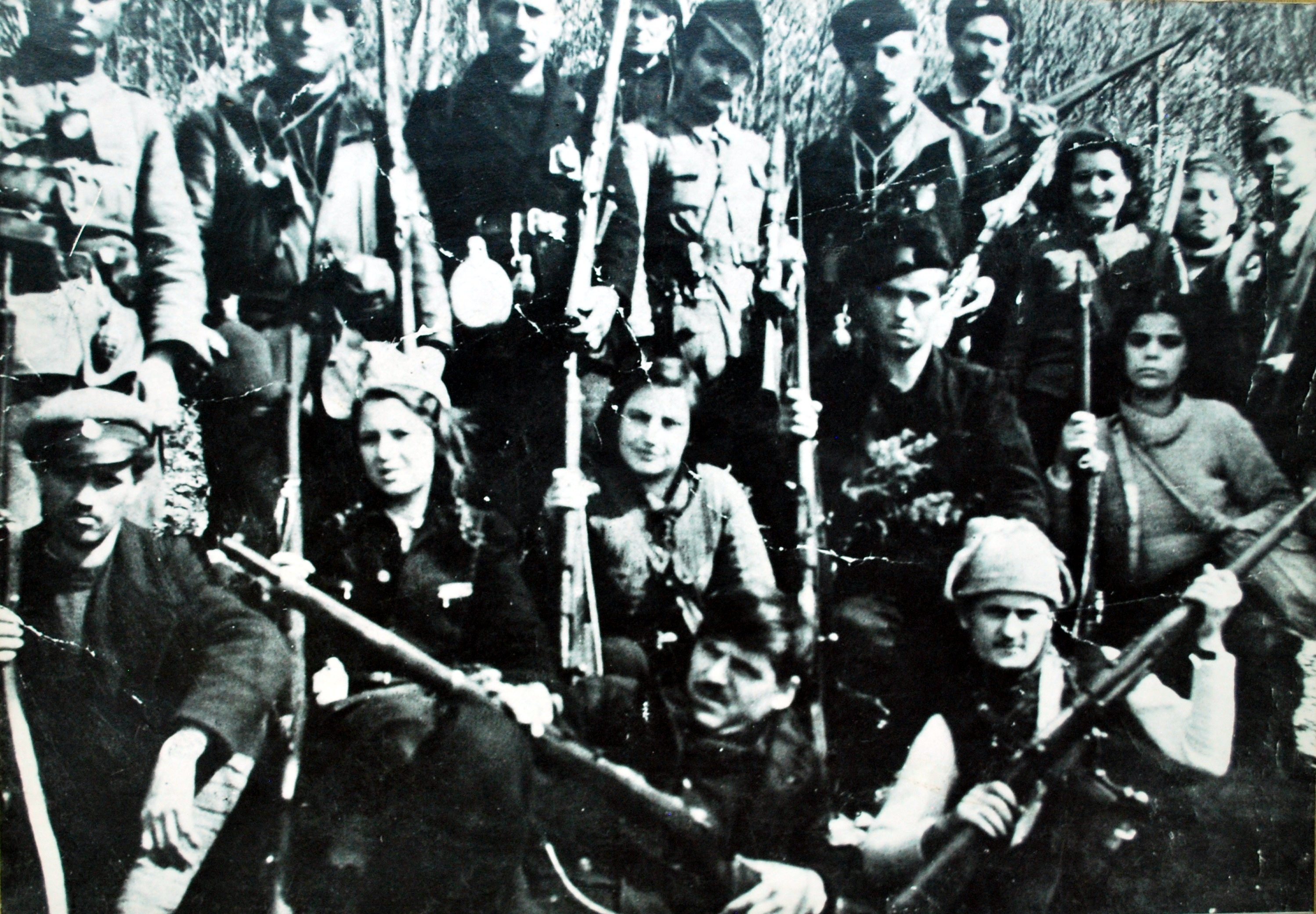
مبارزان گروه پارتیزانی بیتولا-پرسپا در مقدونیه در طول جنگ جهانی دوم. وسط تصویر ژامیلا کولونوموس، سمت راست وی استریا اوادیا. ۱۹۴۲–۱۹۴۴

هنگامی که یهودیان موناستیر در مارس ۱۹۴۳ جمع‌آوری و از شهر اخراج شدند، کولونوموس و چند تن دیگر از مخالفان یهودی توانستند با پنهان شدن در یک دکه سیگارفروشی فرار کنند. او از شهر گریخت و ماه بعد به گروه دامیان گروف ارتش پارتیزان پیوست. در این زمان جامعه یهودی موناستیر تقریباً به‌طور کامل نابود شد. کولونوموس ۱۸ عضو خانواده خود از جمله پدر، پدربزرگ و مادربزرگ و خواهر و برادرش را که به اردوگاه مرگ تربلینکا فرستاده شدند، از دست داد. او تنها عضو خانواده و خاندان خود بود که از هولوکاست جان سالم به در برد.
او که تحت نام مستعار تسوتا می‌جنگید، در نهایت به درجه کمیسار برای چندین گردان رسید، سپس به عنوان معاون یک تیپ مقدونیه و لشکر ۴۲ یوگسلاوی منصوب شد. او همچنین سردبیر روزنامه گروه بود.
پس از اینکه در زمستان ۱۹۴۳–۱۹۴۴ به همراه گروه‌های پارتیزانی تقریباً از گرسنگی در حال مرگ بود، کولونوموس در جریان نبرد برای آزادسازی دبار در ماه اوت سال بعد مورد اصابت گلوله انفجاری قرار گرفت و از پشت مجروح شد. او زنده ماند و منطقه مقدونیه در نوامبر ۱۹۴۴ به‌طور آزاد شد.

## دوره پس از جنگ
پس از آزادی مقدونیه، او در دسامبر ۱۹۴۴ با مبارز آزادی و همکارش، چده فیلیفوفسکی دام، که در چندین نوبت جان او را نجات داده بود، ازدواج کرد. شوهر او در ژوئن ۱۹۴۵ در یک تصادف موتور سیکلت درگذشت. کولونوموس یک ماه بعد دخترشان میرا را به دنیا آورد.
او در اواخر سال ۱۹۴۵ پس از اطلاع از مرگ اعضای خانواده‌اش به اسکوپیه نقل مکان کرد. در ژوئن ۱۹۴۷ در آنجا با آورام سدیکاریف ازدواج کرد، که از اشغال بیتولا نیز جان سالم به در برده بود. این زوج صاحب یک پسر به نام ساموئل شدند که تا زمان مرگ آورام در سال ۲۰۰۷ در کنارشان بود اما ژامیلا دختر ۱۸ ساله خود، میرا، را در زمین‌لرزه ۱۹۶۳ اسکوپیه از دست داد.
در سال‌های پس از جنگ، او چندین مدال ملی به‌خاطر خدمات دوران جنگش در مقاومت دریافت کرد، از جمله مدال یادبود پارتیزان‌ها در سال ۱۹۴۱. او همچنان در فعالیت‌های سیاسی، از جمله از طریق اتحاد مقاومت یوگسلاوی، اتحادیه برای حمایت کودکان مقدونیه، و اتحاد زنان ضد فاشیست مقدونیه، درگیر بود. او به عنوان رئیس اتحادیه انجمن‌های زنان، اتحادیه جانبازان و گروه‌های مختلف دیگر خدمت کرد. در سال ۱۹۵۶، او در هیئتی به نمایندگی یوگسلاوی به چین سفر و با مائو تسه‌تونگ ملاقات کرد.
کولونوموس به عنوان معاون در مجلس ملی جمهوری سوسیالیستی مقدونیه، و تا زمان بازنشستگی به عنوان عضو شورای جمهوری مقدونیه خدمت کرد.

## حرفه دانشگاهی و نویسندگی
کولونوموس مدرک دکترای خود را در زبان لادینو از دانشگاه سیریل و متدیوس اسکوپیه در سال ۱۹۶۱ دریافت کرد، و او در سال ۱۹۶۲ در آنجا استاد مطالعات رومی شد. او همچنین در این دوره در دانشگاه سوربن تحصیل کرد.
او مقالات و کتاب‌های مختلفی در مورد تاریخ منطقه، زبان لادینو و مقاومت یوگسلاوی-مقدونیه در طول جنگ جهانی دوم نوشت و ویرایش کرد. که مهم‌ترین آن کتاب یهودیان مقدونیه در طول جنگ جهانی دوم (۱۹۴۱–۱۹۴۵) است که در ابتدا در سال ۱۹۸۶ به زبان مقدونی منتشر شد و با همکاری ورا وسکوویخ-وانجلی نوشته شد.
در دهه ۱۹۷۰، او دو مجموعه دربارهٔ زبان، فرهنگ و تاریخ یهودیان سفاردی منتشر کرد: ضرب‌المثل‌ها و گفته‌های یهودیان سفاردی بوسنی و هرزگوین، و ضرب‌المثل‌ها، گفته‌ها و داستان‌های یهودیان سفاردی مقدونیه. او را تنها گردآورنده میراث زبانی و فرهنگی تاریخ یهودیان در مقدونیه شمالی در این دوره می‌دانند.
خاطرات او در سال ۲۰۰۶ چاپ شد. این کتاب با ترجمه انگلیسی با عنوان موناستیر بدون یهودیان: خاطرات یک پارتیزان یهودی در مقدونیه در سال ۲۰۰۸ نیز منتشر شد. متعاقباً، خاطرات او در سال ۲۰۰۷ از مقاومت انتشار یافت و در سال ۲۰۱۳ تحت عنوان جنبش مقاومت و یهودیان مقدونیه به انگلیسی ترجمه شد.
کتابهای او اغلب به زبان لادینو و زبان مقدونی منتشر می‌شد.

## مرگ و میراث
ژامیلا در سن ۹۱ سالگی در سال ۲۰۱۳ در اسکوپیه درگذشت.
آثار او نشان‌دهنده برخی از تنها روایت‌های دست اول از زندگی یهودیان و هولوکاست در مقدونیه شمالی کنونی است. مجموعه‌ای از عکس‌ها، اسناد، مدال‌ها و دیگر اشیاء او در موزه یادبود هولوکاست نگهداری می‌شود.